# 商船三井テクノトレード
商船三井テクノトレード株式会社（しょうせんみついテクノトレード）は、東京都に本社がある商船三井グループの海事専門商社である。

## 沿革
- 1948年（昭和23年） : 商船三井興業株式会社　設立
- 1967年（昭和42年） : 日本工機株式会社　設立
- 1973年（昭和48年） : ナビックステクノトレード株式会社　設立
- 2000年（平成12年） : 上記3社が合併し、商船三井テクノトレード株式会社となる

## 事業所
- 本社 - 東京都千代田区神田錦町二丁目2番地1 KANDA SQUARE 18階
- 関西支店 - 兵庫県神戸市中央区中町通2-1-18 JR神戸駅NKビル9階
  - 今治出張所 - 愛媛県今治市馬越町1-6-21-302
- 九州支店 - 福岡県北九州市若松区本町2-17-1
- 海老名ファーム
- 海外拠点 - 欧州支店（ロッテルダム）・シンガポール